# Коросткино
Коросткино — деревня в городском округе Шаховская Московской области России.

## Население
| 1852 | 1859 | 1926 | 2002 | 2006 | 2010 |
| ---- | ---- | ---- | ---- | ---- | ---- |
| 227  | ↘225 | ↗306 | ↘69  | ↘51  | ↗60  |

По данным Всероссийской переписи 2010 года численность постоянного населения составила 60 человек (32 мужчины, 28 женщин).

## География
Расположена рядом с автодорогой Р90, примерно в 10 км к северу от районного центра — посёлка городского типа Шаховская, на правом берегу реки Шерстни, впадающей в Лобь. В деревне две улицы — Большая Приозёрная и Приозёрная. Соседние населённые пункты — село Раменье, деревни Акинькино и Новомихайловское. Имеется автобусное сообщение с райцентрами — пгт Шаховская и Лотошино.

## Исторические сведения
В 1769 году Коросткина — деревня Хованского стана Волоколамского уезда Московской губернии, владение Коллегии экономии, ранее Иосифова монастыря. К владению относилось 338 десятин 498 саженей пашни и 60 десятин 58 саженей леса, а также 9 десятин 154 сажени сенного покоса. В деревне было 77 душ.
В середине XIX века деревня Коросткино относилась ко 2-му стану Волоколамского уезда и принадлежала Департаменту государственных имуществ. В деревне было 26 дворов, 112 душ мужского пола и 115 душ женского.
В «Списке населённых мест» 1862 года Коросткина (Коросткиная) — владельческая деревня 1-го стана Волоколамского уезда Московской губернии по правую сторону Московского тракта, шедшего от границы Зубцовского уезда на город Волоколамск, в 29 верстах от уездного города, при речке Сестре, с 34 дворами и 225 жителями (111 мужчин, 114 женщин).
По данным на 1890 год деревня Коросткино входила в состав Плосковской волости, число душ мужского пола составляло 113 человек.
В 1913 году — 50 дворов.
По материалам Всесоюзной переписи населения 1926 года — деревня Ново-Михайловского сельсовета Раменской волости, проживало 306 человек (131 мужчина, 175 женщин), насчитывалось 62 крестьянских хозяйства.
С 1929 года — населённый пункт в составе Шаховского района Московской области.
1994—2006 гг. — деревня Раменского сельского округа.
2006—2015 гг. — деревня сельского поселения Раменское.
2015 — н. в. — деревня городского округа Шаховская.